# Argot américain
 (octobre 2011).
L'argot américain (American slang en anglais) est un langage fréquemment parlé aux États-Unis, chaque région du pays et chaque milieu social (avec quelques différences subtiles dans certaines grandes villes américaines) ayant son propre argot ou du moins ses propres termes, à première vue incompréhensibles. 
Depuis le XIXe siècle, les habitants des États-Unis ainsi que les immigrés irlandais et allemands ont modifié l'anglais américain qui se distingue désormais de l'anglais britannique. Beaucoup de groupes ont contribué au vocabulaire de l'argot américain : les prolétaires de New York, les paysans du Vieux Sud, les Noirs des campagnes (et plus tard des grandes villes), mais aussi les Cubains de Miami, les chicanos californiens ou les immigrés italiens du début du XXe siècle.

## Règles générales

### Contractions de mots
L'argot américain se reconnaît, premièrement, par la contraction de certains mots voire l'assemblage de deux mots.
- Les expressions courantes going to do (« aller faire ») et want to do (« vouloir faire ») deviennent respectivement gonna do et wanna do.
  - What are you going to do Friday night? (« Que fais-tu vendredi soir ? ») devient Whatcha gonna do Friday night? ou encore Watcha gon' do Friday night?.
  - What do you want to do Friday night? (« Que veux-tu faire vendredi soir ? ») devient What you wanna do Friday night? ou encore Whaddya wanna do Friday night?.

- En anglais américain, [-er] se prononce distinctement [ø] et non pas [œ] comme en anglais britannique. Il s'agit d'une différence notable qui se remarque dans la prononciation mais aussi dans l'orthographe des mots finissant en [-er]. En effet, puisque la lettre [a] se prononce aussi [ø], il n'est pas rare que cette lettre remplace [-er].
  - Pour exemple, brother (« frère ») se prononce "brotha et s'écrit de même en argot.
  - Aussi, signalons certains cas où of se prononce [ø] à l'instar des expressions a lot of (« beaucoup de ») et my kind of (« mon type de »). 
    - There is a lot of people (« Il y a beaucoup de gens ») devient There's a lotta people.
    - She is my kind of girl (« Elle est mon type/style/genre de fille ») devient She's my kinda girl.

- Give me the bread (« Passe-moi le pain ») devient Gimme the bread.
- What's up? (« Quoi de neuf ? » ou « Qu'y a-t-il ? ») devient Wassup? voire S'up?.

### Le cas de «ain't»
L'expression ain't (apparue en Angleterre au XVIIe siècle et présente dans tout le monde anglophone) est très utilisée dans le langage populaire et a plusieurs significations.
- Elle peut signifier not to be (« ne pas être »). Par exemple, you ain't my sister est l'équivalent argotique de you aren't my sister (« tu n'es pas ma sœur »). 
  - En outre, lorsque le représenté est inconnu des actants de l'énonciation, ain't est suivi de no. Par exemple, you ain't no genius veut dire you aren't a genius (« tu n'es pas un génie »).
- Elle peut aussi vouloir dire not to have (« ne pas avoir »). Dans ce cas là, ain't est suivi de got et de la forme négative. Par exemple, I ain't got no car est l'équivalent de I haven't got a car (« je n'ai pas de voiture »).
- Enfin, il est courant d'entendre there ain't no ou it ain't no à la place de there is no (« il n'y a pas ») et this/it is not a (« ce n'est pas un/une »). Par exemple, there ain't no problem remplace there is no problem (« il n'y a pas de problème ») et this ain't no joke remplace this is not a joke (« ce n'est pas une blague »).

### Les expressions
Une multitude d'expressions usuelles sont employées par les Américains et les Anglais, en voici une liste d'exemples avec traductions et connotations :
- damn, qui signifie « maudire » ou « condamner », est très utilisé, et de plusieurs façons ; il est considéré comme très vulgaire : God Damn!, « Nom de Dieu ! » ; You're god damn right, « T'as sacrément raison » ; Damn it!, « Et merde ! » ;
- to chill out signifie « se relaxer », « décompresser », or le sens premier du  mot chill est « froid » ou « glacial » pour l'adjectif, « refroidir » ou « faire frissonner » pour le verbe.

### Fautes de grammaire banales
L'argot étant une langue parlée plutôt qu'écrite, il est courant d'y trouver des fautes de grammaire.
Par exemple, en anglais, pour exprimer l'action dans une phrase ("en train de…"), on utilise le continuous (terminaison en "-ing"). Ainsi pour dire "je suis en train de manger", on dit : "I'm eating". Cela permet de distinguer l'habitude de l'action proprement dite.
En argot, cette règle est souvent violée ; soit parce que le "g" de "-ing" est enlevé ("I'm eatin'"), soit parce que la terminaison en "-ing" disparaît et qu'un "a" s'ajoute après le pronom ("I'ma eat"), pour un futur proche, c'est la contraction du déjà contracté gonna ("I'm gonna eat").

## Mots inventés
De nombreux mots ont été inventés, impossible de tous les répertorier car chaque ville, chaque borough ou quartier américain possède une palette de mots incompréhensibles pour le touriste de base, ce qui est parfaitement normal.
Certains mots sont cependant importants à connaître, tant par leurs fréquentes utilisations que par leurs significations.

### Mots d'origine européenne
Les langues européennes (autres que l'anglais) sont toujours plus ou moins présentes, surtout en ce qui concerne l'Irlandais et l'Italien. Par conséquent des argots se sont formés.

#### En italien
Les Italiens sont très présents aux États-Unis (à New York, à Chicago…), ils se regroupèrent, comme les Asiatiques, dans des quartiers du centre-ville. Ces quartiers existent toujours, chaque grande ville des États-Unis possède son Little Italy, de nouveaux mots sont donc apparus :
- bookyak désigne péjorativement une femme (équivalent de bitch en anglais) ;
- moolie ou moulinyan désigne une personne à la couleur de peau noire (plus péjoratif que black mais beaucoup moins que nigger) ;
- giacalone désigne une personne qui possède très peu de défauts ;
- paglia désigne une cigarette.

#### En irlandais
Les Américains d'origine irlandaise sont très nombreux et, ceux qu'on appelait les potato eaters (« mangeurs de patates », voir Grande famine en Irlande), sont maintenant très intégrés dans la société américaine du fait de la langue (les Irlandais parlent majoritairement l'anglais). Cependant, certains mots et expressions sont restés :
- eejit signifie « idiot ». Mot très utilisé aujourd'hui aux États-Unis ;
- What's the story signifie Hello ou What's up? (« Quoi de neuf ? ») ;
- ballicks signifie « nul » ou « sans intérêt », les Anglais disent bollocks ;
- codswollop veut dire « sornettes » ;
- yokes signifie « cocaïne ».

### Mots d'origine afro-américaine
La communauté afro-américaine est présente un peu partout aux États-Unis, les populations de villes comme La Nouvelle-Orléans, Philadelphie, Détroit ou New York sont souvent constituées de plus de 30 % d'Afro-américains.
De plus, cette communauté a une histoire qui remonte à la naissance des États-Unis, en tant qu'esclaves, les noirs américains ont inventé des danses ainsi que des termes linguistiques que seuls eux pouvaient comprendre étant donné l'atmosphère d'oppression qui s'exerçait sur eux à cette époque.
Aujourd'hui, cette communauté vit majoritairement dans des "ghettos", des quartiers pauvres présents dans toutes les villes américaines de plus de 100 000 habitants.
- Souvent, les mots anglais finissant en "-or" ou en "-ure" se finissent tout simplement en "o", en argot afro-américain. Cela est dû à l'accent de l'Afrique de l'Ouest que beaucoup de noirs américains ont tenu à conserver.

Ainsi, "for" ("pour") devient "foe" ou "fo" et "for sure" ("bien sûr") devient "fo' sho".
- Les jeunes afro-américains vivant dans les ghettos ont aussi inventé des mots tels que "cheda" et "scrilla" pour désigner l'argent, "dome" pour dire head ("tête") ou encore "homie" et "dawg" pour dire friend ("ami").
- Les jeunes habitants de ces quartiers ont aussi inséré le mot "da", très souvent utilisé à l'oral (prononcer "deu"), cela veut simplement dire the (les déterminants "le" et "la").

### Mots inventés par les Chicanos
Aux États-Unis d'Amérique, la communauté hispanique est extrêmement forte et l'est de plus en plus. Cette communauté est divisée en plusieurs nationalités et une géographie est nécessaire pour situer les différentes origines de cette grande communauté.
Dans le quart nord-est des États-Unis (régions de Chicago, New-York, Boston, Washington…), on trouve une majorité de natifs de Porto Rico; au sud-est des États-Unis (l'est de la Sun Belt : la Floride essentiellement), on trouve une très forte communauté Cubaine ; enfin, à l'ouest des États-Unis (en Californie, au Texas…), on trouve la majeure partie de la population hispanique vivant aux États-Unis : les Mexicains.
Jadis, la partie sud-ouest des États-Unis était mexicaine. Les activistes de la communauté mexicaine vivant sur ces terres appellent cet endroit la "Aztlan Nacion".
Au début du XXe siècle, une forte immigration mexicaine en direction du sud de la Californie débuta. Les immigrants s'installèrent à San Diego, dans le South Los Angeles ainsi que dans l'est de Los Angeles.
Cette partie de la population se surnommera les Chicanos. Parlant l'anglais et l'espagnol, ils inventèrent le Spanglish ainsi que certains termes argotiques (la langue Caló) :
- carucha veut dire car (en anglais), coche (en espagnol) et "voiture" ;
- fusca signifie gun en anglais ("flingue") ;
- "trucha" est une expression qui signifie watch out ("fais gaffe") ;
- "Califas" se traduit par California (l'État de Californie) ;
- "borlo" veut dire party ("fête" en français) ;
- "calcos" ou "chanclas" signifie shoes ("chaussures") ;
- "chamaco" se traduit par kid ("gamin") ;
- "carnál" veut dire brother ("frère", "ami de longue date") ;
- "frajo" signifie cigarette ;
- "jaina" ou "hyna" se traduit par woman ("femme") ;
- "jale" veut dire job ("boulot", "travail") ;
- "varrio" veut dire neighborhood ("quartier", "lieu d'habitation") et vient du mot espagnol barrio (même signification) ;
- "pinta" se traduit par prison ;
- "ranfla" signifie car ou lowrider (une sorte de voiture particulière) ;
- "vato" veut dire guy ou dude ("mec", "gars") ;
- "yeyo" terme popularisé par le film Scarface de Brian de Palma avec Al Pacino et qui désigne la cocaïne.

## Les suffixes "-izzle"
Cette forme d'argot vient de la "Bay Area" (la baie de San Francisco) et est apparue très récemment, popularisée par les rappeurs californiens E-40 et Snoop Dogg.
Ce langage consiste à garder la première ou les deux premières lettres d'un mot et d'ajouter à cela le suffixe "-izzle".
- "fo' shizzle" = for sure ("bien sûr"), sure commençant par "su-" mais se prononçant "sho-".
- "sup my nizzle" = what is up my nigger ("hey there bud mon négro" au sens affectif du terme : mon ami, mon frère).
- "you my sizzle" = you're my sister ("tu es ma sœur").
- "I'll be dressed in wizzle, tonizzle" = I'll be dressed in white, tonight ("je vais m'habiller en blanc, ce soir").
- "what a large hizzle!" = what a large house! ("quelle grande maison !").